# 法明寺 (豊島区)
法明寺（ほうみょうじ）は、東京都豊島区南池袋にある、日蓮宗の寺院。山号は威光山。飛地境内に鬼子母神堂がある。

## 概要
往時は、真言宗とも天台宗ともいわれ、吾妻鏡に見える威光寺に比定されていた。しかし、妙楽寺の日光菩薩像の胎内から墨書銘が発見されたことにより、威光寺ではないことが判明した。鎌倉時代、日蓮の弟子・日源により、日蓮宗に改宗し、威光山法明寺と改称した。室町時代、鬼子母神が安置されて茶屋などが軒を連ね門前町を形成した。
旧本山は身延山久遠寺。通師雑司が谷法縁の縁頭寺。

## 歴史
- 810年（弘仁1年）威光寺が創建する。
- 1312年（正和1年）日源が日蓮宗に改宗し、法明寺と改称する。
- 1665年（寛文5年）不受不施派の弾圧により、法明寺15世・日了は流罪となる。
- 1923年（大正12年）関東大震災により、本堂が倒壊する。
- 1932年（昭和7年）本堂を再建する。
- 1945年（昭和20年）戦災により、全山焼失する。
- 1959年（昭和34年）本堂を再建する。
- 1963年（昭和38年）書院を再建する。
- 1968年（昭和43年）山門、鐘楼堂を再建する。

## 諸堂
- 本堂
- 威光山稲荷堂

本尊：倉稲魂命
- 安国堂（祖師堂）

本尊：日蓮上人
- 鬼子母神堂（別述）
- 塔頭
  - 観静院
  - 玄静院
  - 蓮光院
  - 真乗院

## 文化財

### 重要文化財（国指定）
- 雑司ヶ谷鬼子母神堂 1棟（本殿・相の間・拝殿からなる複合建築）附：宮殿（厨子）、妙見宮、棟札 - 本殿、桁行三間、梁間三間、一重、流造。相の間、桁行三間、梁間一間、一重、両下造。拝殿、桁行五間、梁間四間、一重、入母屋造、正面千鳥破風付、向拝一間、軒唐破風付。平成28年（2016年）07月25日指定。

### 東京都指定文化財
- 板絵着色大森彦七図（鳥山石燕筆）
- 板絵着色三人静白拍子図（二代目鳥居清満筆）
- 雑司ヶ谷鬼子母神のイチョウ

## 鬼子母神堂
鬼子母神堂（きしもじんどう）は法明寺の飛地境内（豊島区雑司が谷3丁目）にある堂。永禄4年（1561年）山村丹右衛門が現在の目白台のあたりで鬼子母神像を井戸から掘り出し、東陽坊に祀ったのが始まりとされる。天正6年（1578年）現在地に草堂が建立されたという。なお当所における正式な「鬼子母神」の表記は「鬼」の上の点がない字体である。

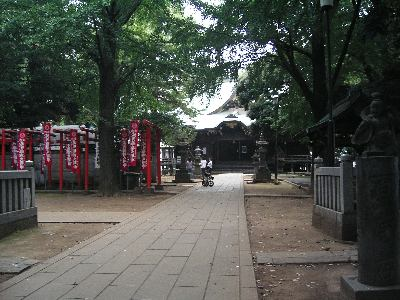
境内

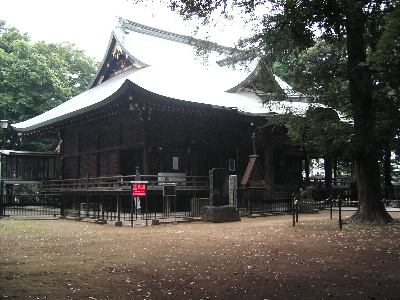
鬼子母神堂 拝殿

### 諸堂
鬼子母神堂
本尊：鬼子母神
中心となる堂宇。拝殿・相の間・本殿を一体化したいわゆる権現造の建築である。拝殿が入母屋造で、本殿が流造となっている変型の権現造となっている。本殿は小屋束（こやづか）墨書から寛文4年（1664年）、広島藩主浅野光晟の正室・満姫の寄進による建立と判明する。拝殿と相の間は本殿と同時の建築ではなく、金具の刻銘から元禄13年（1700年）の建立と判明する。屋根はすべて銅板葺きとする。拝殿の向拝の梁上には竜の彫物があり、梁の木鼻には象頭および獅子頭を表す。本殿は外見は三間社流造の神社本殿形式とするが、内部は方三間の仏堂形式とする点に特色がある。本殿内部中央には禅宗様須弥壇の上に入母屋造の宮殿（くうでん、「厨子」と同義）を置く。本殿は前述のとおり広島藩の寄進による建築であり、細部の様式に安芸地方の社寺建築に共通する要素が認められる。
2016年度に国の重要文化財に指定された。
武芳稲荷堂
本尊：倉稲魂命
ここの土地の地主神であり、付近一帯は稲荷の森と呼ばれていた。社殿は一間社流造。
法不動堂（のりふどうどう）
本尊：金剛不動尊
妙見堂
本尊：妙見菩薩
鬼子母神堂本殿の背面に接して反対向きに祀られている。社殿は一間社流造。鬼子母神堂の附（つけたり）として重要文化財に指定されている。
大黒堂
本尊：大黒天

## 旧末寺
日蓮宗は昭和16年に本末を解体したため、現在では、旧本山、旧末寺と呼びならわしている。
- 平等山観静院（豊島区南池袋）塔頭
- 紫雲山玄静院（豊島区南池袋）塔頭
- 妙音山蓮光院（豊島区南池袋）塔頭
- 合掌山真乗院（豊島区南池袋）塔頭
- 長慶山蓮成寺（山形県西村山郡朝日町三中甲）
- 妙永山本納寺（豊島区雑司が谷）
- 法光山本覚寺（練馬区旭町）
- 松久山妙蓮寺（横浜市旭区善部町）

## 交通
- 都電荒川線鬼子母神前停留場下車。
- 東京地下鉄副都心線雑司が谷駅下車。
- 東日本旅客鉄道池袋駅から徒歩15分。
- 東日本旅客鉄道目白駅から徒歩15分。

## 清土鬼子母神堂
清土鬼子母神堂は、文京区目白台にある仏堂。永禄4年（1561年）山村丹右衛門によって掘り出された法明寺の鬼子母神が出現した旧跡。

## 関連文献
- 斎藤長秋 編「巻之四 天権之部 清土　星の清水」『江戸名所図会』 2巻、有朋堂書店〈有朋堂文庫〉、1927年、636-637頁。NDLJP:1174144/323。
- 斎藤長秋 編「巻之四 天権之部 雑司ヶ谷鬼子母神出現所」『江戸名所図会』 2巻、有朋堂書店〈有朋堂文庫〉、1927年、641-642頁。NDLJP:1174144/325。